# Roscommon County
Roscommon County är ett administrativt område i delstaten Michigan, USA. År 2010 hade countyt 24 449 invånare. Den administrativa huvudorten (county seat) är Roscommon. 

## Geografi
Enligt United States Census Bureau har countyt en total area på 1 502 km². 1 349 km² av den arean är land och 151 km² är vatten.   

### Angränsande countyn
- Oscoda County - nordöst
- Crawford County - nord
- Kalkaska County - nordväst
- Ogemaw County - öst
- Missaukee County - väst
- Gladwin County - sydost
- Clare County - sydväst